# Лейни, Эл
Альберт Гиллес (Эл) Лейни (англ. Albert Gilles или Gillies 'Al' Laney; 11 января 1896, Пенсакола, Флорида — 31 января 1988, Спринг-Вэлли, Нью-Йорк) — американский журналист, сотрудничавший с изданиями New York Evening Mail и New York Herald Tribune и наиболее известный как спортивный репортёр, писавший о теннисе, гольфе, хоккее, бейсболе и американском футболе. Член Международного зала теннисной славы с 1979 года.

## Биография
Эл Лейни, уроженец Пенсаколы, был одним из шести детей в семье местного юриста. Он начал свою журналистскую карьеру в своём родном городе в издании Pensacola Journal (работая на полную ставку с 14 лет), а позже перебрался в Даллас и Миннеаполис, где сотрудничал с местными газетами. Уже в это время он демонстрировал высокий потенциал — его газетный репортаж с матча Кубка Дэвиса 1914 года между Морисом Маклафлином и Норманом Бруксом называют образцом мастерства.
После вступления США в Первую мировую войну Лейни был мобилизован в армию США, где прослужил два года, получив ранение в Аргоннском лесу. После возвращения к гражданской жизни в 1919 году он осел в Нью-Йорке, где с 1920 года работал в газете New York Evening Mail в спортивном отделе. После того, как в 1925 году Evening Mail была поглощена New York Telegram, Лейни перешёл в недавно созданную Herald Tribune и был направлен её корреспондентом во Францию. С того же года он стал постоянным корреспондентом Herald Tribune на Уимблдонском турнире — первым постоянным американским корреспондентом на этом и других ведущих европейских теннисных турнирах.
Лейни оставался в Европе до 1939 года, с началом Второй мировой войны вернувшись в Нью-Йорк. Там он продолжал работать в Herald Tribune, с 1940 по 1965 год освещая чемпионат США по теннису, а также команды НХЛ «Нью-Йорк Американс» и «Нью-Йорк Рейнджерс». После того, как Herald Tribune закрылась в апреле 1965 года, Лейни ещё год проработал в World Journal Tribune, прежде чем закрылось и это издание.
Перу Эла Лейни принадлежал ряд книг о спорте: «Paris Herald», «Golfing America», «Prep School Report» и «Covering the Court». В 1979 году его имя было включено в списки Международного зала теннисной славы за заслуги перед этим видом спорта. Лейни умер в 1988 году, в возрасте 92 лет, оставив после себя сына Майкла.